# Místní knihovna Stonava
Místní knihovna Stonava je veřejná knihovna s univerzálním knihovním fondem. Je příspěvkovou organizací obce Stonava, která sídlí v budově Základní školy a Mateřské školy Stonava. Jedná se o obecní knihovnu, která nabízí uživatelům přístup ke knihovnímu fondu, přístup k PC a internetu, pořádá kulturní a vzdělávací akce komorního i celoobecního charakteru.

## Historie knihovny

### Dobrovolnická knihovna

#### Do roku 1939
Před vznikem zákona o veřejných knihovnách obecních z 22. července 1919 měly místní spolky knihovničky ve vlastní správě. V této době pak ve Stonavě fungovaly dvě dobrovolnické knihovny, česká a polská a ty se tak jen přizpůsobily liteře zákona. Každá knihovna měla pod svou správou před II. světovou válkou knihovní fond čítající přibližně 800 jednotek.
Polská knihovna sídlila ve škole na Hořanech, česká knihovna pak byla umístěná v požární zbrojnici na Dolanech poblíž hostince U Febra.

#### II. světová válka
Při okupaci v roce 1939 Němci zkonfiskovali všechny knihy jako surovinu pro výrobu papíru. Z původního fondu se po skončení války podařilo zachránit pouze 100 knih, a to převážně tím, že lidé měli knihy v době likvidace knihovny vypůjčeny. Z podnětů prvních poválečných knihovníků se organizovaly sbírky knih a knihovna tak získala kolem 500 polských a 100 českých knih.

#### Osvětová beseda
Po II. světové válce byla otevřena pouze jedna veřejná knihovna, která měla oddělení polských a českých knih. Dne 7. března 1949 vznikla při MNV knihovní rada, které předsedal učitel František Kupka. Osvětovou besedou byla založena Veřejná obecní knihovna.v V době založení knihovny bylo v obou odděleních zhruba 1800 knih.
V roce 1953 byla knihovna přestěhována do sídla Osvětové besedy – bývalého sálu hostince přestavěného na knihovnu a čítárnu. Knihovna tehdy obsahovala 1778 polských a 1261 českých knih. Zároveň do knihovního fondu přispěly i stonavské spolky a knihovna tak disponovala fondem okolo 3000 knih. Knihovníkem české pobočky byl učitel Oldřich Petrů a polské učitel ve výslužbě Franciszek Jeżowicz. Knihovna byla otevřena pouze v neděli, a to od 10:00 do 12:00.
V letech 1959 až 1962 fungovala také pobočka knihovny na Novém světě, kterou vedl pan Ručka a čítala 323 knih českých a 90 polských. V roce 1965 se knihovna přestěhovala do bývalého obchodu na Hořanech v sousedství Dělnického domu, a tak se stala nezávislou na Osvětové besedě. Knihovna měla dvě půjčovní místnosti a čítárnu.

### Profesionální knihovna
S osamostatněním Veřejné obecní knihovny v roce 1965, Okresní knihovna Karviná (od roku 1992 Regionální knihovna Karviná) zřídila pro knihovníky profesionální pracovní úvazky. V letech 1981 až 1996 byla knihovna, v rámci centralizace knihoven okresu Karviná, pod správou Okresní knihovny Karviná, metodologicky byla řízená knihovnou Český Těšín. Po decentralizaci knihoven v roce 1996 se stala příspěvkovou organizací obce Stonava pod správou Základní školy a Mateřské školy Stonava. V únoru roku 1991 se knihovna přestěhovala do budovy Základní školy na Dolanech, kde sídlí dodnes.

## Zaměstnanci knihovny
- Oldřich Petrů (1945–?)
- Franciszek Jeżowicz (1945–?)
- Anežka Machalová
- Barbara Suchánková
- František Ručka (1959–1962)
- Janina Piszczková
- Vlasta Recmaniková
- Anna Cyrzyková
- Marcela Kucharczyková
- Marcela Molendová
- Zuzana Macurová
- Marta Orszuliková (1991–2020)
- Danuta Sobociková (2006–)
- Tomáš Michalek (2020–)

## Ocenění
- 2020 – K2 – Čestné uznání pro Martu Orszulikovou: „Za rozvoj komunitního života obce propojováním činností knihovny a místních organizací napříč generacemi“.[6][7]
- 1968 – Čestné uznání – „Budujeme vzornou lidovou knihovnu“.[4]